# Сельскохозяйственное общество США

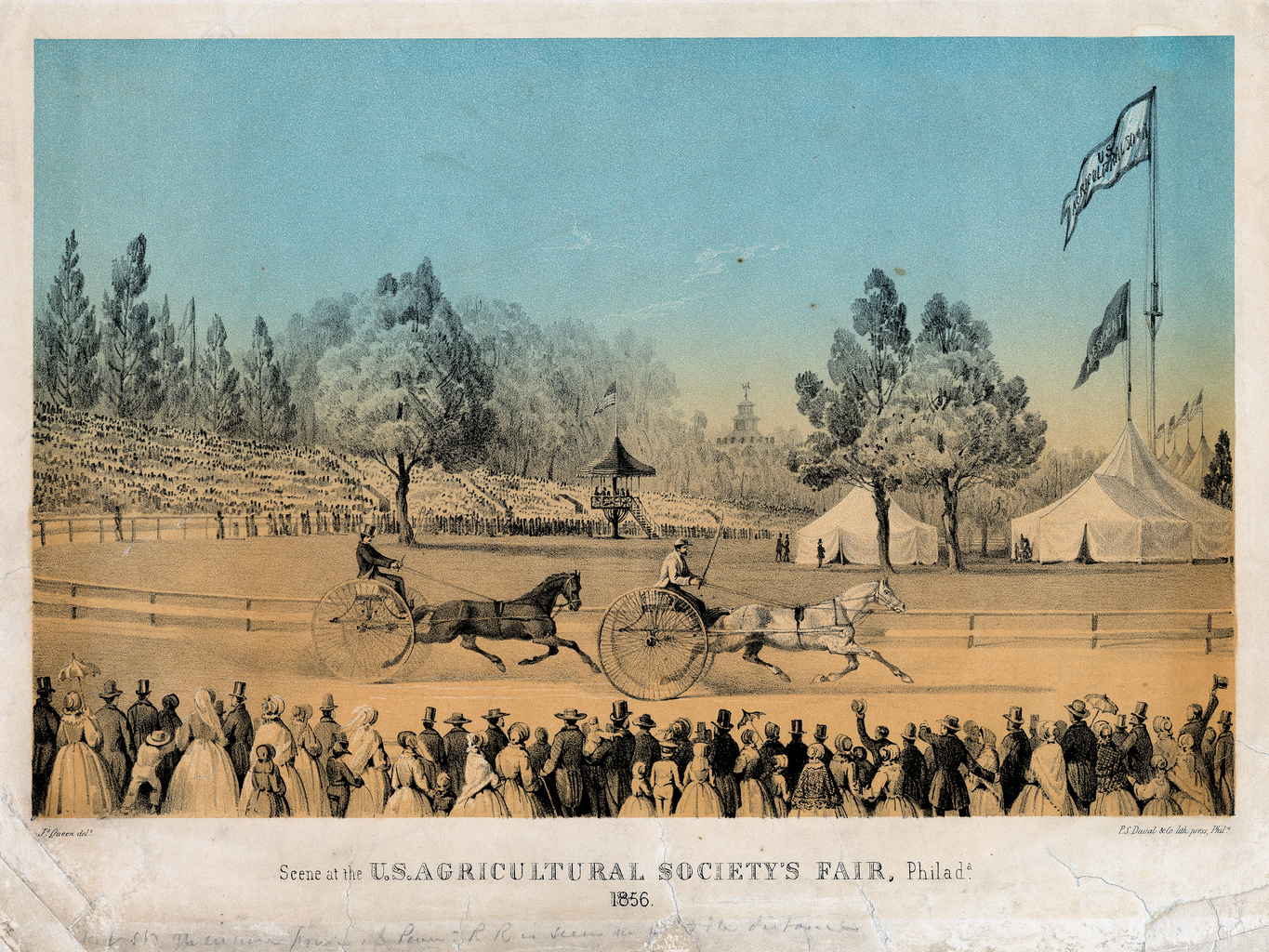
Сцена на ярмарке Сельскохозяйственного общества США, Филадельфия, 1856 год

Сельскохозяйственное общество США (англ. United States Agricultural Society, USAS) было основано в 1852 году.

## История
Сельскохозяйственное общество США было основано во время съезда. В двенадцати разных штатах страны существовали сельскохозяйственные общества. Они решили объединиться в одно целое, создав USAS. Это произошло в то время, когда в правительстве Соединённых Штатов не было профильного министерства по сельскому хозяйству; впоследствии Авраам Линкольн основал независимое Министерство сельского хозяйства. Солон Робинсон предпринял попытку создать сельскохозяйственную организацию в 1841 году, но от этой идеи отказались в 1843 году. Общество было основано, когда Совет сельского хозяйства штата Массачусетс вместе с 11 другими организациями решил сформировать Сельскохозяйственное общество США. Общество провело своё ежегодное собрание в Вашингтоне, округ Колумбия, и провело выставки в других городах США. Это был мощный орган, способный влиять на Конгресс, и он смог повлиять на Конгресс для принятия Закона о земельных грантах и к заслугам Общества можно отнести создание Министерства сельского хозяйства в 1862 году.